# Шед (постройка)
Шед — постройка для содержания пушных зверей, используется для их защиты от непогоды и от выцветания меха на солнце. Представляет собой навес с двухскатной крышей, торцы которого закрыты. Под навесом располагаются ряды клеток (от двух до шести), между которыми оставляется проход шириной около 120 см для обслуживающего персонала. Несущие конструкции шеда обычно выполняются из дерева или стальных рам, крыша кроется шифером или черепицей. В местах с холодным климатом шед может представлять собой полностью закрытый утеплённый сарай, иногда на сваях.